# Bruno Volpi Lisjak
Bruno Volpi Lisjak, slovenski pomorščak, kapetan, ladijski strokovnjak, raziskovalec, publicist, * 7. marec 1932, Trst, 15. marec 2025, Križ pri Sežani.

## Življenje in delo
Rodil se je v Trstu v slovenski družini. Po opravljenih osnovnih šolah v domačem mestu, se je vpisal na Slovensko pomorsko trgovsko akademijo v Piranu, ki jo je uspešno zaključil leta 1951. Tedanja pravila v Jugoslaviji  pa so zahtevala, da je moral služiti v jugoslovanski trgovski mornarici vsaj za dvakratno obdobje šolanja, ker je bilo pač šolanje brezplačno. Zato je odšel na Reko k Jugoliniji, kjer se je vkrcal in postal ladijski strojnik. Nato je plul pod mnogimi zastavami in si nabiral ogromno izkušenj. Ko se je kasneje vrnil v Trst pa je ostal brez pridobljene izobrazbe, saj v takratni Italiji niso priznali jugoslovanskega čina in je moral spet opravljati razne izpite. Postal je kapetan in se je zaposlil kot manadžer v tržaški ladjedelnici, kjer mu je zelo pomagalo znanje jezikov in je bil zelo uspešen pri svojem delu. Mnogo so poslovali s takratno Sovjetsko zvezo, tako da se je celo oženil z Rusinjo, glasbenico Margarito Mihajlovno Noskovo iz Vladivostoka. Leta 1973 je bil med pobudniki, da je v Sesljanu nastal slovenski pomorski klub Čupa, tako je lahko prek njega širil ljubezen do morja in vzgajal mlade jadralce, veslače, pomorščake. Leta 1993 se je upokojil in od tedaj je mnogo raziskoval in publiciral. Tako se je posvetil dokumentom, ki jih hranita tržaški diplomatski in državni arhiv ter je presenečen odkril številne listine, ki so obravnavale bogato ribiško in pomorsko preteklost Slovencev na Tržaškem, njihove bitke z italijanskimi ribiči iz Chiogge in tudi dolgoročno strategijo italijanskih iredentistov, ki so že pod Avstro-Ogrsko načrtovali pregon Slovencev z obale Tržaškega zaliva. Vsa ta arhivska odkritja so ga spodbudila, da so po dolgih letih trdega raziskovanja po arhivih nastajala številna knjižna in druga raziskovalna dela.
Kmalu pa je njegovo raziskovalno delo preraslo publicistični okvir, saj je Volpi Lisjak po pogovorih s starimi ribiči, ki so na podstrešjih še hranili marsikatere kose ribiške opreme in so jih hoteli zaradi neuporabnosti zavreči, začel zbirati artikle, ki veljajo za zametek stalne zbirke Ribiškega muzeja tržaškega primorja, ki so ga uradno odprli jeseni leta 2015 v Križu pri Trstu.
Leta 2015 mu je takratni predsednik Republike Slovenije Borut Pahor podelil državno odlikovanje - medaljo za zasluge.
Bruno Volpi Lisjak je objavil ogromno člankov in raziskav (bodisi v slovenskem kot italijanskem jeziku) zato da bi spremenil odnos vseh Slovencev do svoje pomorske zgodovine in do slovenskih ljudi, ki živijo na Tržaškem. Naj bo vsem jasno, da smo Slovenci tudi pomorski narod.

## Knjige
- Slovensko pomorsko ribištvo skozi stoletja od Trsta do Timave[12]
- La spettacolare pesca del tonno attraverso i secoli nel Golfo di Trieste[13]
- Čupa, prvo slovensko plovilo, in drevaki : prispevek k etnologiji in vprašanju etnogeneze Slovencev[14]
- Vonj po morju: smešne, resnične pripovedi slovenskih ribičev[15]
- Tržaško morje : kraška obala, mesto in vasi : prezrti del zgodovine Slovencev[16]
- Radovedni galeb: sončne pripovedi z galebom na možnarju[17]
- Lo zoppolo Čupa del Golfo di Trieste e le piroghe[18]
- O zgodovini in dediščini slovenskega morskega ribištva: Ribiški muzej tržaškega primorja (katalog)[19]
- Ribič Sardon : primorske pripovedi za otroke in starše[20]
- Ruska flota dve leti v Trstu: zamolčana zgodovina Trsta[21]
- Tuni in Slovenci povezani skozi stoletja[22]
- Po valovih morja na nova obzorja: presunljive dogodivščine pomorščaka[23]
- La flotta russa a Trieste: 1808-1810 : due anni di storia "dimenticata"[24]